# Нескінченність (фільм, 1991)
«Нескінченність» — радянський двосерійний художній фільм 1991 року режисера Марлена Хуцієва.

## Сюжет
Герой фільму думає про сенс життя і мимоволі стає реальним учасником власних спогадів. Його попутник — він сам двадцять років тому — молода людина без життєвого досвіду, у якої ще все попереду. Він ніби заново проходить свій життєвий шлях.

## У ролях
- Владислав Пильников —  Володимир Іванович Прохоров
- Олексій Зєлєнов —  Володя Прохоров в молодості
- Марина Хазова —  Варя
- Анна Кудрявцева —  дівчина з танцмайданчика
- Ніна Притуловська — епізод
- Юрій Хлопецький — епізод
- Андрій Голіков — епізод
- Валерій Бабятинський — епізод
- Євген Денисов — епізод
- Наталія Гончарова — епізод
- Олег Урюмцев — епізод
- Олександр Високовський —  німецький танкіст
- Сергій Мурзін —  офіцер
- Галина Петрова —  дружина покупця
- Андрій Анненський — епізод
- Тетяна Єгорова — епізод

## Знімальна група
- Режисер-постановник і сценарист — Марлен Хуцієв
- Оператори-постановники — Вадим Михайлов, Андрій Єпішин; за участю Геннадія Карюка, Олександра Карюка, Анатолія Петриги, Валентина Пиганова
- Композитор — Микола Каретников
- У фільмі використано музику Й-С. Баха, Шопена, Гуно, Штрауса, Чапліна, Олега Дормана
- Романс Булата Окуджави
- Художник — Леван Шенгелія